# Adolfo Alfredo Bollini
Adolfo Alfredo Bollini (* 11. Mai 1905 in Buenos Aires; † nach 1971) war ein argentinischer Diplomat.

## Leben
Adolfo Alfredo Bollini studierte in der Schweiz, Argentinien und Kanada. Er heiratete Leonor Sarks Villegas. Am 10. Juni 1927 wurde ihr Sohn Adolfo Marcos Bollini in Buenos Aires geboren.
Er trat 1931 in den auswärtigen Dienst. Von 1931 bis 1937 war er Vizekonsul in New York City.
Von 1938 bis 1942 war er Konsul in Liverpool. 1945 war er Konsul in Chicago. Von 1946 bis 1947 war er Konsul in Baltimore. Von 1948 bis 1951 war er Generalkonsul und Botschaftsrat in London. Von 1952 bis 1953 wurde er im argentinischen Außenministerium als stellvertretender Leiter der Abteilung Konsularangelegenheiten beschäftigt. Von 1953 bis 1954 war er Gesandtschaftsrat in der Schweiz, 1954 war er Generalkonsul in Marseille. Ab 1955 war er Generalkonsul in Sydney. Von 1966 bis 1971 war er Botschafter in Neu-Delhi.